# Guentherus altivela
Espèce
Guentherus est une espèce de poisson osseux de la famille des Ateleopodidae.

## Référence
- Osório, 1917 : Nota sôbre algumas espécies de peixes que vivem no Atlântico ocidental. Arquivo da Universidade de Lisboa 4 pp 103-131.